# Мартті Альянд
Мартті Альянд (нар. 22 листопада 1987, Таллінн, Естонська РСР, СРСР) — естонський плавець.
Учасник Олімпійських Ігор 2008 року.
Призер Чемпіонату Європи з плавання на короткій воді 2011, 2012 років.